# 奥夫朗日
奥夫朗日（法語：Offlanges，法語發音：[ɔflɑ̃ʒ]）是法国汝拉省的一个市镇，位于该省北部，属于多勒区。

## 地理
奥夫朗日（47°12'30"N, 5°33'2"E）面积8.73 平方千米，位于法国勃艮第-弗朗什-孔泰大區汝拉省，该省份为法国东部内陆省份，北起上索恩省，西北接科多尔省，西临索恩-卢瓦尔省，南至安省，东与杜省和瑞士接壤。
与奥夫朗日接壤的市镇（或旧市镇、城区）包括：蒙米雷堡、阿芒日、布朗、马朗日、穆瓦塞、弗里扬日。

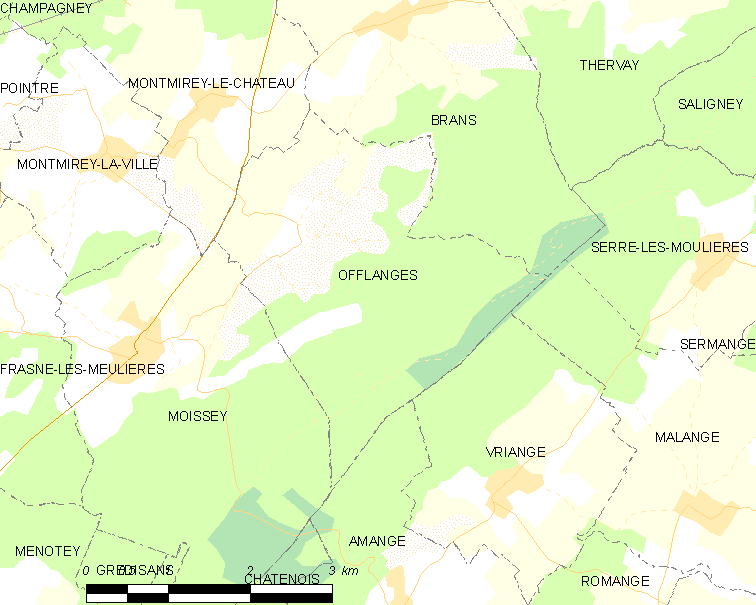
奥夫朗日的OSM定位图

奥夫朗日的时区为UTC+01:00、UTC+02:00（夏令时）。

## 行政
奥夫朗日的邮政编码为39290，INSEE市镇编码为39392。

## 政治
奥夫朗日所属的省级选区为欧蒂姆县。

## 人口

1962-2008年间奥夫朗日人口变化图示

奥夫朗日于2022年1月1日时的人口数量为194人。